# Малий Подлюбен
Малий Подлюбен (словен. Mali Podljuben) — поселення в общині Ново Место, регіон Південно-Східна Словенія, Словенія.